# سكوت بي. راي
سكوت بي. راي (بالإنجليزية: Scott B. Rae)‏ هو عالم عقيدة أمريكي، ولد في 1954.